# Iveco EuroStar
Iveco EuroStar — крупнотоннажный грузовой автомобиль, предназначенный для перевозки грузов на большие расстояния, выпускаемый итальянской компанией Iveco S.p.A. Производство модели началось в 1993 году и продолжалось до 2002 года. Дизайн кабины взят от Iveco EuroCargo и Iveco EuroTech. Автомобили предлагаются в виде шасси или седельных тягачей с колёсной формулой 4*2, 6*2 или 6*4.

## Двигатели
- Iveco 8460, 6-цилиндров, объём 9495 см3, мощность: 375 л. с. (275 кВт).
- Iveco 8210, 6-цилиндров, объём 13798 см3, мощность: 420 л. с. (309 кВт).
- Iveco 8210.42S, 6-цилиндров, объём 13798 см3, мощность: 469 л. с. (345 кВт) (с 1995 года).
- Iveco 8280.42S, 8-цилиндров (расположение V8), объём 17174 см3, мощность: 514 л. с.
- Cursor 10, 6-цилиндров, объём 10300 см3, мощность: 400—430 л. с. (294-316 кВт) (с 1998 года).
- Cursor 13, 6-цилиндров, объём 12,9 л, мощность: 460—480 л. с. (338-353 кВт) (с 1999 года).